# Сан Данијеле (Падова)
Сан Данијеле је насеље у Италији у округу Падова, региону Венето.
Према процени из 2011. у насељу је живело 24 становника. Насеље се налази на надморској висини од 73 м.